# Shankar Lamichhane
Shankar Lamichhane (Népal, 1928-1976) était un essayiste et nouvelliste népalais.

## Début de vie
Il est né le 17 mars 1928 (5 Chaitra 1984 BS ) à Jaisidewal, Katmandou, avec pour père Hari Prasad Lamichhane et poue mère Raj Kumari. En raison du mauvais état de santé de ses parents, sa mère a décidé de l'emmener, lui et son frère, à Bénarès (Inde). Son frère est mort après avoir atteint la ville. Sa mère a commencé à travailler comme enseignante à Bénarès et l'a élevé, mais elle est décédée environ une décennie plus tard. Lamichhane est ensuite retourné à Katmandou. Lamichhane a obtenu son I.Sc. au Tri-Chandra College (en) à Katmandou.

## Carrière littéraire
Considéré comme l'un des plus grands essayistes népalais de tous les temps, Shankar Lamichhane a écrit avec un rythme lyrique et musical, sans se laisser freiner par le langage pesant qui gâche souvent les essais de ses aînés, de ses pairs ou de ses disciples.
Il est décédé prématurément à l'âge de 48 ans, mais avait cessé d'écrire avant cela, découragé par une accusation anonyme de plagiat, qu'il a acceptée, mais qui est toujours débattue par les critiques.
Il est cependant indiscutable que le style frais et ludique de Lamichhane ait grandement enrichi la littérature népalaise. Son recueil Abstract Chintan Pyaj (en) montre sa touche légère dans le traitement de sujets à la fois intimes et métaphysiques,.

## Œuvres remarquables
- Abstract Chintan Pyaj (en) (1967; anthologie d'essais)
- Gauntali ko Gund (Nouvelles)
- Godhuli Sansar (1970 ; Anthologie d'essais)
- Shankar Lamichhane ka Nibanadaharu (Anthologie d'essais)
- Bimba Pratibimba (Essais littéraires)
- Shankar Lamichhane Aatmakatha (Autobiographie)

## Prix et distinctions
Il a remporté le prestigieux Madan Puraskar (en) pour son anthologie d'essais Abstract Chintan Pyaj (en).